# Phước Tân, Nha Trang
Phước Tân là một phường thuộc thành phố Nha Trang, tỉnh Khánh Hòa, Việt Nam.

## Địa lý
Phường Phước Tân có diện tích 0,47 km² với phía Tây giáp phường Phước Hải, phía Đông Bắc giáp phường Phương Sài, phía Tây Bắc giáp phường Phương Sơn, phía Đông Nam giáp phường Phước Tiến, phía Nam giáp phường Phước Hòa, một phần nhỏ ở Nhà thờ Núi giáp phường Lộc Thọ.

## Dân số
Dân số của Phường Phước Tân năm 2020 là 14.551 người.

## Lịch sử
Sau khi hợp nhất quận 1 và quận 2 thành Thị xã Nha Trang (cũ) vào tháng 9 năm 1975, khi đó phường Phước Tân cũng được thành lập nên ở vị trí Thị xã Nha Trang (cũ).

## Du lịch
Trên địa bàn Phường Phước Tân có hai di tích lịch sử nổi tiếng là Nhà thờ Núi Nha Trang, một nhà thờ Công giáo nằm ở số 1 đường Thái Nguyên và Đền Thờ Đức Thánh Trần Hưng Đạo, là ngôi đền duy nhất ở Miền Trung thờ Hưng Đạo đại vương Trần Quốc Tuấn nằm trên đường Nguyễn Trãi.